# Henrik Kristoffersen
Henrik Kristoffersen (* 2. Juli 1994 in Lørenskog) ist ein norwegischer Skirennläufer. Er ist spezialisiert auf die Disziplinen Slalom und Riesenslalom und ist in beiden einer der besten Läufer der Welt. Seine bisher größten Erfolge sind der Riesenslalom-Weltmeistertitel 2019 und der Slalom-Weltmeistertitel 2023. Bei den Olympischen Winterspielen 2014 in Sotschi gewann Kristoffersen Bronze im Slalom, bei den Olympischen Winterspielen 2018 in Pyeongchang Silber im Riesenslalom. Im alpinen Skiweltcup konnte er bisher fünfmal eine Disziplinenwertung für sich entscheiden.

## Biografie
Kristoffersen wuchs in Løvenstad in der Kommune Rælingen auf und kam im Jahr 2000 zum Rælingen Skiklubb. Im Februar 2009 gewann er in seiner Altersklasse den Slalom und den Riesenslalom des Trofeo Topolino, des wichtigsten internationalen Kinderskirennens. Nach Erreichen des Alterslimits nahm er in der Saison 2009/2010 erstmals an FIS-Rennen teil. Am Ende dieses Winters war er in der FIS-Weltrangliste in den Disziplinen Slalom, Riesenslalom und Super-Kombination der Beste seines Jahrganges. Im Februar 2011 machte der damals 16-Jährige erneut international auf sich aufmerksam, als er den Slalom und den Riesenslalom des European Youth Olympic Festivals in Liberec gewann. Er feierte auch auf nationaler Ebene Erfolge und erreichte neben vorderen Platzierungen bei Juniorenmeisterschaften den dritten Platz im Slalom der Norwegischen Meisterschaften 2011.
Nachdem Kristoffersen im November 2010 erstmals an zwei Europacuprennen teilgenommen hatte, aber noch ohne Punkte geblieben war, war er seit der Saison 2011/2012 regelmäßig in dieser Rennserie am Start. Er fand insbesondere im Slalom rasch Anschluss an die Spitze, fuhr am 19. Januar 2012 in Lenzerheide erstmals unter die besten zehn und feierte am 12. und 13. Februar desselben Jahres seine ersten beiden Europacupsiege in den Slaloms von Pamporowo. Bei den Juniorenweltmeisterschaften 2012 in Roccaraso gewann er die Goldmedaille im Riesenslalom sowie die Silbermedaille im Slalom und in der Kombination. Am 11. März 2012 gab er im Slalom von Kranjska Gora sein Debüt im Weltcup, konnte sich aber nicht für den zweiten Durchgang qualifizieren. Zum Abschluss der Saison wurde er Norwegischer Meister im Slalom.
Mit Platz 11 beim Slalom von Levi am 11. November 2012 gewann Kristoffersen die ersten Weltcuppunkte. Bei den Juniorenweltmeisterschaften 2013 entschied er die Kombinationswertung für sich. Zu Beginn der Saison 2013/14 fuhr er am 17. November 2013 im Slalom von Levi auf den dritten Platz und errang damit im Alter von 19 Jahren und vier Monaten seine erste Weltcup-Podestplatzierung. Nach zwei weiteren Podestplätzen gewann er am 28. Januar 2014 den Slalom von Schladming und feierte damit seinen ersten Weltcupsieg.
Im Februar 2014 gewann er bei den Olympischen Winterspielen in Sotschi die Bronzemedaille im Slalom, womit er zum jüngsten Alpin-Medaillengewinner bei Olympischen Winterspielen wurde. Anfang März errang er zwei weitere Juniorenweltmeistertitel (Riesenslalom und Slalom). Am 8. März 2014 stand er erstmals auch in einem Weltcup-Riesenslalom auf dem Podest. Zu Beginn der Saison 2014/15 entschied Kristoffersen den Slalom von Levi für sich, es folgten zwei weitere Podestplätze. Bei den Weltmeisterschaften 2015 in Vail/Beaver Creek verpasste er als Vierter im Slalom eine Medaille nur knapp. Im März 2015 gewann Kristoffersen bei seinen letzten Juniorenweltmeisterschaften Gold im Riesenslalom sowie im Slalom. Mit insgesamt sechs Gold- und zwei Silbermedaillen ist er damit der erfolgreichste Läufer bei Alpinen Ski-Juniorenweltmeisterschaften. Am 21. März 2015 feierte er beim Weltcupfinale in Méribel seinen ersten Weltcupsieg in einem Riesenslalom.
In der Saison 2015/16 entwickelte sich Kristoffersen zum Seriensieger. Er gewann sechs der ersten sieben Weltcupslaloms, darunter die bedeutenden Klassiker in Wengen, Kitzbühel und Schladming. Mit dem zweiten Platz in Kranjska Gora, dem vorletzten Slalom der Saison, sicherte er sich vorzeitig den Sieg in der Weltcup-Slalomwertung vor Marcel Hirscher, der diese Wertung in den drei Jahren zuvor gewonnen hatte. Im Gesamtweltcup belegte Kristoffersen den zweiten Platz hinter Hirscher. Die Saison 2016/17 verlief wiederum erfolgreich für Kristoffersen. Er gewann fünf Slaloms und damit die meisten von allen Fahrern, die Slalomwertung ging aber an den konstanter punktenden Hirscher. Im Gesamtweltcup belegte Kristoffersen den dritten Rang hinter Hirscher und Kjetil Jansrud.
In der Saison 2017/18 gelangen Kristoffersen mehr Podestplätze als je zuvor. Insbesondere fuhr er in allen neun Slaloms auf das Podest, dazu in fünf Riesenslaloms und im Parallelriesenslalom. Jedoch gelang ihm nur ein Sieg, nämlich im Slalom von Kitzbühel, während er ansonsten zumeist hinter Hirscher blieb, der nach einem Knöchelbruch erstarkt in den Weltcup zurückkehrte. Dennoch übernahm Kristoffersen zeitweilig die Führung im Slalom-, kurzzeitig auch im Gesamtweltcup; am Ende wurde er in Gesamt-, Slalom- und Riesenslalomwertung Zweiter hinter Hirscher. Beim Schladminger Nachtslalom auf der Planai am 23. Januar 2018 wurden im zweiten Lauf von der linken Seite der Strecke zwei Schneebälle auf Kristoffersen geworfen, die ihn jedoch nicht trafen. Im Ziel zeigte er sich erbost darüber. Der oder die Werfer konnten nicht ermittelt werden, die FIS appellierte ein Jahr später an die Vernunft. Bei den Olympischen Winterspielen 2018 in Pyeongchang gewann Kristoffersen hinter Hirscher die Silbermedaille im Riesenslalom; im Slalom schied er jedoch als Führender im zweiten Durchgang aus (Hirscher bereits im ersten Lauf).
Auch im Weltcup 2018/19 gab es für Kristoffersen fast kein Vorbeikommen an Hirscher. Er entschied zwei Rennen für sich und wurde viermal Zweiter sowie zweimal Dritter. Bei den Weltmeisterschaften 2019 in Åre gewann er die Goldmedaille im Riesenslalom. Nach Hirschers Rücktritt und vor Beginn der Weltcupsaison 2019/20 rechneten die Medien allgemein damit, dass sich Kristoffersen im Kampf um die Weltcup-Gesamtwertung ein Duell mit Alexis Pinturault liefern würde. Bis Ende Januar hielt er mit und lag zwischenzeitlich in Führung, gab diese jedoch nach einer Schwächephase in der ersten Februarhälfte an seinen deutlich konstanter fahrenden Landsmann Aleksander Aamodt Kilde ab. Im Laufe des Winters gewann er drei Rennen und stand sechs weitere Male auf dem Podest. Mit nur sechs bzw. zwei Punkten Vorsprung entschied er die Riesenslalom- und Slalom-Disziplinenwertung für sich.
Bei den Weltmeisterschaften 2021 in Cortina d’Ampezzo gewann er die Bronzemedaille im Slalom. In der Saison 2021/2022 holte Kristoffersen seinen ersten Saisonsieg beim Riesenslalom in Alta Badia. Beim Slalom in Wengen hatte er die Halbzeitführung inne, schied jedoch im zweiten Durchgang wenige Tore vor dem Ziel aus. Nachdem er bei den Olympischen Winterspielen 2022 die Medaillen verpasst hatte, startete er gegen Ende der Saison eine Siegesserie in den Technikdisziplinen; er gewann jeweils die zwei Slaloms in Garmisch-Partenkirchen und die Riesenslaloms in Kranjska Gora. Dies reichte für den dritten Platz in der Weltcup-Gesamtwertung und für den Gewinn der Slalom-Disziplinenwertung.
Zu Beginn der Saison 2022/2023 wechselte Kristoffersen das Material und fuhr bereits im ersten Rennen in Sölden mit dem von Marcel Hirscher entwickelten Van-Deer-Ski als Dritter aufs Podium. Nach drei zweiten Plätzen erreichte er am 4. Januar 2023 im Slalom von Garmisch-Partenkirchen den ersten Sieg auf der neuen Skimarke. Den zweiten Saisonsieg errang er am 24. Januar im Slalom von Wengen. Bei den Weltmeisterschaften 2023 in Courchevel/Méribel wurde er erstmals Weltmeister im Slalom.
In der Saison 2024/25 gewann er im Dezember den Slalom in Val-'Isère. Im März konnte er in zwei aufeinanderfolgenden Tagen in Kranjska Gora zunächst den Riesenslalom und am nächsten Tag den Slalom gewinnen. Mit zwei Siegen und drei weiteren Podestplätzen sicherte er sich die Slalom-Disziplinenwertung und wurde im Gesamtweltcup Zweiter.

## Erfolge

### Olympische Spiele
- Sotschi 2014: 3. Slalom, 10. Riesenslalom
- Pyeongchang 2018: 2. Riesenslalom
- Peking 2022: 4. Slalom, 8. Riesenslalom

### Weltmeisterschaften
- Schladming 2013: 20. Riesenslalom
- Vail/Beaver Creek 2015: 4. Slalom, 13. Riesenslalom
- St. Moritz 2017: 4. Riesenslalom, 4. Slalom
- Åre 2019: 1. Riesenslalom, 8. Slalom
- Cortina d’Ampezzo 2021: 3. Slalom, 9. Riesenslalom
- Courchevel/Méribel 2023: 1. Slalom, 5. Riesenslalom
- Saalbach 2025: 8. Riesenslalom, 13. Slalom

### Weltcupwertungen
| Saison  | Gesamt | Gesamt | Super-G | Super-G | Riesenslalom | Riesenslalom | Slalom | Slalom | Kombination | Kombination | Parallel | Parallel |
| Saison  | Platz  | Punkte | Platz   | Punkte  | Platz        | Punkte       | Platz  | Punkte | Platz       | Punkte      | Platz    | Punkte   |
| ------- | ------ | ------ | ------- | ------- | ------------ | ------------ | ------ | ------ | ----------- | ----------- | -------- | -------- |
| 2012/13 | 60.    | 111    | –       | –       | 41.          | 13           | 22.    | 98     | –           | –           | –        | –        |
| 2013/14 | 7.     | 639    | –       | –       | 9.           | 185          | 3.     | 454    | –           | –           | –        | –        |
| 2014/15 | 8.     | 729    | –       | –       | 6.           | 266          | 4.     | 463    | –           | –           | –        | –        |
| 2015/16 | 2.     | 1298   | –       | –       | 3.           | 487          | 1.     | 811    | –           | –           | –        | –        |
| 2016/17 | 3.     | 903    | –       | –       | 5.           | 328          | 2.     | 575    | –           | –           | –        | –        |
| 2017/18 | 2.     | 1285   | –       | –       | 2.           | 575          | 2.     | 710    | –           | –           | –        | –        |
| 2018/19 | 3.     | 1047   | –       | –       | 2.           | 516          | 5.     | 516    | 29.         | 15          | –        | –        |
| 2019/20 | 3.     | 1041   | 48.     | 9       | 1.           | 394          | 1.     | 552    | 26.         | 24          | 8.       | 62       |
| 2020/21 | 6.     | 722    | –       | –       | 8.           | 236          | 6.     | 406    | –           | –           | 2.       | 80       |
| 2021/22 | 3.     | 954    | –       | –       | 2.           | 453          | 1.     | 451    | –           | –           | 4.       | 50       |
| 2022/23 | 3.     | 1154   | –       | –       | 2.           | 660          | 2.     | 494    | –           | –           | –        | –        |
| 2023/24 | 4.     | 754    | –       | –       | 4.           | 395          | 6.     | 359    | –           | –           | –        | –        |
| 2024/25 | 2.     | 1116   | –       | –       | 2.           | 454          | 1.     | 662    | –           | –           | –        | –        |

### Weltcupsiege
- 95 Podestplätze, davon 33 Siege:

| Datum             | Ort                    | Land        | Disziplin    |
| ----------------- | ---------------------- | ----------- | ------------ |
| 28. Januar 2014   | Schladming             | Österreich  | Slalom       |
| 16. November 2014 | Levi                   | Finnland    | Slalom       |
| 15. März 2015     | Kranjska Gora          | Slowenien   | Slalom       |
| 21. März 2015     | Méribel                | Frankreich  | Riesenslalom |
| 13. Dezember 2015 | Val-d’Isère            | Frankreich  | Slalom       |
| 22. Dezember 2015 | Madonna di Campiglio   | Italien     | Slalom       |
| 10. Januar 2016   | Adelboden              | Schweiz     | Slalom       |
| 17. Januar 2016   | Wengen                 | Schweiz     | Slalom       |
| 24. Januar 2016   | Kitzbühel              | Österreich  | Slalom       |
| 26. Januar 2016   | Schladming             | Österreich  | Slalom       |
| 11. Dezember 2016 | Val-d’Isère            | Frankreich  | Slalom       |
| 22. Dezember 2016 | Madonna di Campiglio   | Italien     | Slalom       |
| 8. Januar 2017    | Adelboden              | Schweiz     | Slalom       |
| 15. Januar 2017   | Wengen                 | Schweiz     | Slalom       |
| 24. Januar 2017   | Schladming             | Österreich  | Slalom       |
| 21. Januar 2018   | Kitzbühel              | Österreich  | Slalom       |
| 24. Februar 2019  | Bansko                 | Bulgarien   | Riesenslalom |
| 9. März 2019      | Kranjska Gora          | Slowenien   | Riesenslalom |
| 24. November 2019 | Levi                   | Finnland    | Slalom       |
| 22. Dezember 2019 | Alta Badia             | Italien     | Riesenslalom |
| 28. Januar 2020   | Schladming             | Österreich  | Slalom       |
| 22. Dezember 2020 | Madonna di Campiglio   | Italien     | Slalom       |
| 31. Januar 2021   | Chamonix               | Frankreich  | Slalom       |
| 19. Dezember 2021 | Alta Badia             | Italien     | Riesenslalom |
| 26. Februar 2022  | Garmisch-Partenkirchen | Deutschland | Slalom       |
| 27. Februar 2022  | Garmisch-Partenkirchen | Deutschland | Slalom       |
| 12. März 2022     | Kranjska Gora          | Slowenien   | Riesenslalom |
| 13. März 2022     | Kranjska Gora          | Slowenien   | Riesenslalom |
| 4. Januar 2023    | Garmisch-Partenkirchen | Deutschland | Slalom       |
| 15. Januar 2023   | Wengen                 | Schweiz     | Slalom       |
| 15. Dezember 2024 | Val-d’Isère            | Frankreich  | Slalom       |
| 1. März 2025      | Kranjska Gora          | Slowenien   | Riesenslalom |
| 2. März 2025      | Kranjska Gora          | Slowenien   | Slalom       |

### Juniorenweltmeisterschaften
- Roccaraso 2012: 1. Riesenslalom, 2. Slalom, 2. Kombination, 6. Super G, 18. Abfahrt
- Québec 2013: 1. Kombination, 4. Riesenslalom, 5. Slalom, 16. Abfahrt, 49. Super-G
- Jasná 2014: 1. Riesenslalom, 1. Slalom
- Hafjell 2015: 1. Riesenslalom, 1. Slalom

### Europacup
- Saison 2011/12: 6. Slalomwertung
- Saison 2012/13: 5. Gesamtwertung, 8. Slalomwertung
- 5 Podestplätze, davon 3 Siege:

| Datum             | Ort       | Land      | Disziplin    |
| ----------------- | --------- | --------- | ------------ |
| 12. Februar 2012  | Pamporowo | Bulgarien | Slalom       |
| 13. Februar 2012  | Pamporowo | Bulgarien | Slalom       |
| 30. November 2013 | Trysil    | Norwegen  | Riesenslalom |

### Weitere Erfolge
- 3 norwegische Meistertitel im Slalom (2012, 2017, 2019)
- Goldmedaille im Slalom und im Riesenslalom beim European Youth Olympic Festival 2011 in Liberec
- 6 Siege in FIS-Rennen

## Privates
Kristoffersen hat seinen Wohnsitz von Norwegen nach Österreich verlegt und lebt mit seiner Freundin, der Norwegerin Tonje Barkenes, in einer Eigentumswohnung in Salzburg. Seit Juli 2023 sind sie Eltern eines Sohnes. Am 28. Juni 2025 heirateten sie in Salzburg.